# Music Instructor
Music Instructor is een Duitse electro-groep. Deze band bestond oorspronkelijk uit: Mike Michaels, Mark "MM" Dollar en Mark Tabak, beter bekend als de Triple-M Crew.
Music Instructor werkte regelmatig samen met andere groepen, vooral dan met lunatics en Flying Steps. De groep was het meeste actief eind jaren 90 en begin de jaren 2000. Ze waren niet bang om te experimenteren en zijn zo bekend in de moderne electro. Hun grootste en eerste hit Hymn kwam uit in 1995. Dit was echter een cover van een nummer van Ultravox. 
Toen het Electro genre meer en meer populair werd schakelde Music instructor over naar het electrogenre. Hits als Super Sonic en Get Freaky waren zeer populair.

## Discografie

### Singles
- Hymn (1995)
- Hands In The Air (1996)
- Dream A Little Dream (1996)
- Dance (1996)
- Friends Will Be Friends (1996)
- Super Sonic (1998)
- Rock Your Body (1998)
- Get Freaky (1998)
- Electric City (1999)
- DJ's Rock Da House (1999)
- Super Fly (Upper MC) (2000)
- Play My Music (2001)

### Hitlijsten
| Single met eventuele hitnotering(en) in de Nederlandse Top 40 | Datum van verschijnen | Datum van binnenkomst | Hoogste positie | Aantal weken | Opmerkingen             |
| ------------------------------------------------------------- | --------------------- | --------------------- | --------------- | ------------ | ----------------------- |
| Hymn                                                          | 1995                  | 04-05-1996            | 15              | 9            | Dancesmash op Radio 538 |
| Hands In The Air                                              | 1996                  |                       | tip2            |              |                         |

### Albums
- The World of Music Instructor (1996)
- Electric City of Music Instructor (1998)
- Millennium Hits of Music Instructor (2000)